# Nemzeti drogéria
Zsolt Béla, a Nyugat második nemzedékéhez tartozó publicista, író színdarabja a Nemzeti drogéria (vagy Erzsébetváros − az idők folyamán hol egyik, hol másik címén játszották).

## Tartalom
Hogyan lehet egy zongora a békés, polgári lét státusszimbóluma? Egyáltalán: hogyan lehet a polgári lét békés 1938-ban egy pesti bérházban? Amikor a családfőt egy rövid időre „féleteszik”, az éppen elég idő ahhoz, hogy a polgári család mindennapjai teljesen fölboruljanak, kázi szétessenek.

### Előjáték/végjáték
„Délután négy órakor az ötödik emeleti folyosón. A szín érezteti a tűzfalakkal és a tetőkkel, zsúfolt távlatával az egész kispolgári külváros reménytelen zűrzavarát. Körfolyosó lakásokkal. Egy ajtó, egy ablak, egy ajtó, egy ablak, és így tovább. A lakások sora megtörik a lépcsőház aknabejáratában. Jobbról első cseléd, balról második cseléd konyhaajtaja.
Mikor a függöny felmegy, üres a szín. A mélyből felhallatszik a pesti ház délutáni lármája: elcsapott énekhang, kiabálás, röhögés, gramofón, gyereksírás stb. Néha az uccáról becsilingel a villamos és időnkint autó tülköl.”
...
Nagypapa: Ugyan kérlek, összedül a világ, ha kezet nyujtsz ... egy úriasszonynak?
Kardos (lassan, nehezen feláll, kelletlenül nyújtja a kezét s halkan rebegi): Fogadja őszinte szerencsekívánataimat, méltóságos asszony!
(függöny)

### Idézet
Ha a papa olyan ember lenne, akivel egy levegőt lehet szívni. Hát nem próbáltam? Mindenki tudja, hogy bementem, felvettem a fehér kabátot és mit csinált a papa? Bejött egy kis nő, gondoltam, néhány barátságos szót váltok vele az üzlet érdekében. De a papa... a papa előugrott az üvegfal mögül és ott a nő előtt rámordított: a Nemzeti Drogéria nem bordélyház!

## Előadások
A darab ősbemutatója a Kolozsvári Nemzeti Színházban volt, 1930. február 1.-én, Erzsébetváros címen. 1947-ben, a Vígszínházban Nemzeti drogéria címmel, Marton Endre rendezésében adták elő a színművet, a főbb szerepeket Mihályi Ernő, Orsolya Erzsi és Tolnay Klári játszották. A Thália Színház 1974-ben, Kazimir Károly rendezésében, Ráday Imre, Horváth Teri és Mécs Károly főszereplésével mutatta be a művet. 1990-ben Verebes István rendezésében a Játékszínben került bemutatásra Zsolt színműve, Gera Zoltán, Schubert Éva és Pártos Erzsi főszereplésével.